# Dipsas vermiculata
Dipsas vermiculata – gatunek niejadowitego węża z rodziny połozowatych (Colubridae). Występuje po wschodniej stronie Andów na ich stokach i na nizinach Amazonii w środkowym i północnym Ekwadorze oraz w południowo-zachodniej Kolumbii. Prowadzi głównie nocny tryb życia.

## Systematyka
Takson ten po raz pierwszy zgodnie z zasadami nazewnictwa binominalnego opisał w 1960 roku James A. Peters na łamach „Miscellaneous Publications Museum of Zoology, University of Michigan”. Autor nadał gatunkowi nazwę Dipsas vermiculata. Jako miejsce typowe podał Chichirota, dolny bieg Río Bobonaza w prowincji Napo Pastaza w Ekwadorze. Holotyp ma oznaczenie EPN 741, to dorosły samiec schwytany przez Ramona Olallę. Autor przebadał też 4 paratypy.

### Etymologia
- Dipsas: gr. ὀλίγος dipsas, διψαδος dipsados „jadowity wąż, którego ukąszenie wywołuje silne pragnienie”[6].
- vermiculata odnosi się do wzoru ubarwienia na głowie tego gatunku, silnie nakrapianego [5].

## Morfologia
Jest to niewielki wąż o krótkiej brązowej głowie z żółtawymi plamkami, spłaszczonym pysku, dosyć dużych wyłupiastych oczach o jasnobrązowych lub brązowych tęczówkach i czarnych źrenicach. Ma jasnobrązowe ubarwienie z charakterystycznymi czarnymi lub ciemnobrązowymi plamami w liczbie od 36 do 45, które mają podkreślone obrzeża. Plamy te w przedniej części ciała są szersze, a w tylnej węższe. Plamy tworzą prawie zamknięte pierścienie, które układają się w charakterystyczny wzór na żółtym brzuchu. Gatunek ten jest najbardziej podobny do Dipsas indica i Dipsas werborni.
Wymiary:
|                          | Samiec                    | Samica                    |
| Długość całkowita (mm)   | 735                       | 701                       |
| Długość SVL (mm)         | 515                       | 501                       |
| Długość TL (mm)          | 220                       | 200                       |
| Łuski grzbietowe (rzędy) | 13/13/13 czasami 13/13/11 | 13/13/13 czasami 13/13/11 |
| Tarczki brzuszne         | 181–192                   | 173–174                   |
| Tarczki podogonowe       | 103–113                   | 99–103                    |

## Występowanie
Dipsas vermiculata jest gatunkiem występującym na wschodnich stokach Andów i w górnym dorzeczu Amazonki w Ekwadorze (w prowincjach Morona Santiago, Napo, Orellana, Pastaza i Sucumbíos) oraz w południowo-zachodniej Kolumbii (departamenty Caquetá i Putumayo). Wcześniejsze stwierdzenia gatunku z południowego Ekwadoru i północnego Peru zostały przypisane do opisanego w 2023 roku nowego gatunku – Dipsas welborni. Po uwzględnieniu tej zmiany potencjalny zakres wysokości, w których może występować ten wąż, szacowany jest na 256–1678 m n.p.m.

## Ekologia i zachowanie
Gatunek ten występuje wyłącznie w tropikalnych lasach deszczowych. Prowadzi nocny tryb życia. Żeruje najczęściej w pierwszych godzinach nocy w czasie opadów deszczu i mżawki na roślinności na wysokości od 0,4 do 4,5 m nad ziemią. Nie ma informacji na temat diety tego gatunku, ale najprawdopodobniej jak inne węże z rodzaju Dipsas żywi się niemal wyłącznie ślimakami.

## Status zagrożenia i ochrona
W Czerwonej księdze gatunków zagrożonych IUCN Dipsas vermiculata jest klasyfikowany jako gatunek najmniejszej troski (LC, ang. Least Concern). Gatunek ten jest opisywany jako rzadki w zasięgu swojego występowania. Trend liczebności populacji nie jest znany. Występuje na wielu obszarach chronionych, m.in. w Parku Narodowym Cayambe-Coca i Parku Narodowym Llanganates.